# Czerwieńsk (stacja kolejowa)
Czerwieńsk – stacja węzłowa w Czerwieńsku, w województwie lubuskim, w Polsce położona na skrzyżowaniu dwóch linii: nr 273 łączącej Wrocław ze Szczecinem i nr 358 łączącej Zbąszynek z Guben.

## Wymiana pasażerska
| Rok  | Wymiana pasażerska na dobę |
| ---- | -------------------------- |
| 2017 | 100-199                    |
| 2022 | 200-299                    |

W Czerwieńsku, do czasu oddania do użytku kolejowej obwodnicy stacji 9 czerwca 2013, zatrzymywały się pociągi TLK spółki PKP Intercity i pociągi Regio spółki Przewozy Regionalne, dzięki którym można było dotrzeć bezpośrednio do takich miast jak: Poznań, Warszawa, Gdynia, Bydgoszcz.
Obecnie na stacji Czerwieńsk zatrzymują się pociągi Regio spółki Polregio, docierające m.in. do Szczecina, Guben, Nowej Soli czy Gorzowa Wielkopolskiego, przez krótki okres w latach 2017-2020 od rozkładu jazdy 2017/2018 pociągi IC Hetman docierały do Przemyśla i Krakowa. Ostatnim pociągiem spółki PKP Intercity był IC Mehoffer, który w rozkładzie jazdy 2020-2021 został usunięty jedyny postój IC na stacji w Czerwieńsku.